# European Democrat Students
European Democrat Students, EDS, en sammanslutning av konservativa och kristdemokratiska studentförbund från olika länder i Europa. Svensk medlemsorganisation är Fria Moderata Studentförbundet, finländsk medlemsorganisation är Tuhatkunta. 
Bland EDS tidigare ordförande märks ett flertal svenskar: Carl Bildt 1974-76, Per Heister 1981-82, Mattias Bengtsson 1986-88, Fredrik Johansson 1994-95 och Gustaf Casparsson 2000-01.